# Spettroscopia in riflettanza
La spettroscopia in riflettanza o spettroscopia di riflettanza è una tecnica spettroscopica basata sulla misura del fattore di riflettanza spettrale in funzione della lunghezza d'onda della radiazione incidente.
La radiazione incidente è nella lunghezza d'onda del vicino infrarosso, del visibile e dell'ultravioletto.
La spettroscopia di riflettanza può essere a contatto o per immagini.
Tecniche di spettroscopia di riflettanza sono:
- Reflectance Anisotropy Spectroscopy (RAS)
- Surface Differential Reflectivity (SDR) oppure Differential Reflectance Spectroscopy (DRS)
- fiber optics reflectance spectroscopy (FORS)
- reflection visible light imaging microspectroscopy

## Reflectance Anisotropy Spectroscopy
La Spettroscopia di Riflettanza Anisotropa [Reflectance (o Reflection) Anistotropy Spectroscopy, RAS, a volte indicata anche come Raflectance Difference Spectroscopy, RDS]   è una tecnica di spettroscopia che permette di rilevare l’anisotropia ottica della superficie di un materiale (se quest’ultimo è isotropo come i cristalli cubici), tramite un esperimento di riflessione in cui si misura la differenza in intensità di luce, quando polarizzata linearmente lungo due diverse direzioni mutuamente ortogonali. La RAS può essere considerata una forma particolare di ellissometria ad incidenza (quasi) normale. Il vantaggio offerto è che la misura può essere direttamente legata alle proprietà fisiche della superficie del materiale, senza la necessità di un modello per una prima interpretazione degli spettri.
Le due direzioni sondate dalla luce polarizzata sono generalmente indicate come α e β. Per poter accordare questi due assi (α e β) con direzioni significative del campione (ad esempio, assi cristallografici di ricostruzione superficiale o direzioni di assemblaggio molecolare), è importante un’analisi azimutale preliminare durante la quale il campione è ruotato parallelamente al suo piano fino a quando le strutture spettroscopiche non risultino massimizzate in intensità.
Per ottenere la polarizzazione periodica della luce quest’ultima, emessa generalmente da una lampada ad arco e polarizzata (α) da un polarizzatore Glen-Taylor o Glen-Thomson  (ad alta efficienza), passa attraverso un modulatore foto-elastico. Questo è costituito da un cristallo trasparente isotropo di quarzo o CaF2 (testa ottica) attaccato ad un cristallo piezoelettrico che, sottoposto a vibrazione (50 kHz), produce uno stress meccanico sulla testa ottica rendendola birifrangente lungo l’asse di stress (cioè, con diverso indice di rifrazione). La luce uscente dal modulatore può essere ancora polarizzata linearmente ma con asse ruotato di 90° (β) rispetto a quello entrante. Si può dimostrare che, durante un intero ciclo di stress meccanico, la polarizzazione della luce oscilla fra α e β con una frequenza di 100 kHz.

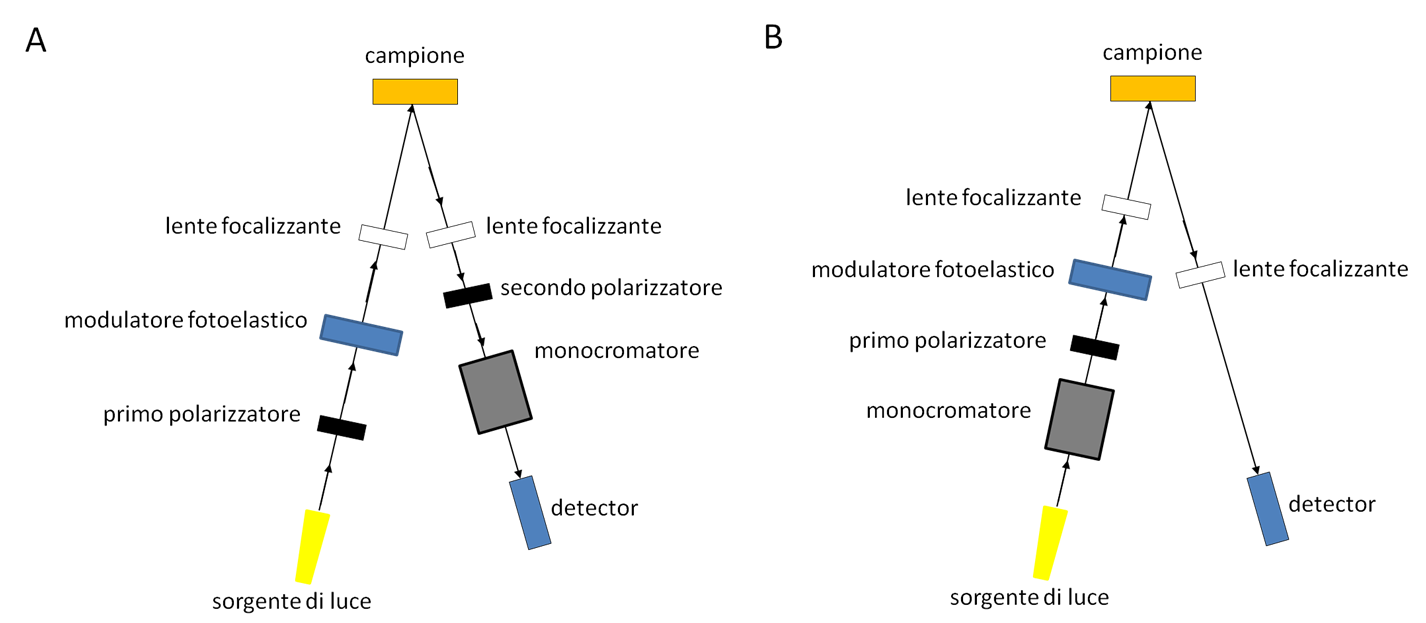
Schema delle due configurazioni sperimentali della RAS: A) configurazione Aspnes; B) configurazione Safarov.

Esistono due configurazioni sperimentali dell’apparato RAS, così come riportato in figura. i) configurazione Aspnes, con due polarizzatori (di cui il secondo, chiamato analizzatore, posto prima del monocromatore, come si vede nel pannello A); ii) configurazione Safarov, caratterizzata dall'uso di un solo polarizzatore. Il vantaggio della prima configurazione è data dalla possibilità di misurare direttamente l’anisotropia dei coefficienti (complessi) di Fresnel di superficie per la riflessione (sia la parte reale che quella immaginaria); mentre in configurazione Safarov, solo la parte reale può essere rilevata ed è richiesto l’uso delle relazioni di Kramers-Krönig per risalire alla parte immaginaria. Per contro, la configurazione Safarov ha il grande vantaggio che, utilizzando un solo polarizzatore, è meno sensibile a piccoli disallineamenti dell’ottica. Nella configurazione Savarov, viene anche descritta una modalità particolare di pilotaggio del fotomoltiplicatore detta a corrente costante. Bloccando la fotocorrente in uscita allo stesso valore per ogni singola lunghezza d’onda dello spettro, il valore medio dell’intensità del segnale riflesso è già noto, evitando di doverlo misurare ogni volta.
Rispetto alle classiche configurazioni riportate in figura, alcune modifiche sono state introdotte negli anni. Per ricordare le principali: è stato sviluppato un apparato RAS per l’infrarosso, con il quale è stato possibile misurare per la prima volta la gap ottica del C(111) 2×1;  aggiungendo un obiettivo da microscopio, è stato possibile raggiungere una buona risoluzione laterale, dell’ordine dei micron, con la quale si è confrontata l’anisotropia ottica misurata nelle vicinanze della gap di strutture di GaP con misure, sullo stesso sistema, di microscopia elettronica (Scanning Electron Microscopy, SEM);  per accelerare l’acquisizione dati, è stato introdotto un multicanale ottico; in questa configurazione è stato possibile acquisire lo spettro di riflettanza e, simultaneamente, sia la parte reale sia quella immaginaria del segnale di anisotropia, usando una scala temporale di 0.1 secondi.
Il segnale RAS{\displaystyle {\frac {\Delta R}{\bar {R}}}} è definito come:
{\displaystyle {\frac {\Delta R}{\bar {R}}}=2{\frac {R_{\alpha }-R_{\beta }}{R_{\alpha }+R_{\beta }}}}
dove{\displaystyle R_{\alpha }(R_{\beta })} indica la riflettanza del campione con luce polarizzata α(β); {\displaystyle {\bar {R}}} rappresenta invece la riflettanza media del campione. Il segnale di luce riflesso dal campione viene mandato su un fotomoltiplicatore o fotodiodo. La parte modulata del segnale è misurata tramite un amplificatore lock-in agganciato in fase con il modulatore fotoelastico mentre il valore medio di luce riflessa può essere letto (in configurazione Aspnes) da un semplice multimetro.
Lavorando con un modulatore fotoelastico, il segnale può essere calcolato tramite l’uso di matrici di Jones e funzioni di Bessel per metterlo in relazione con i coefficienti (complessi) di Fresnel di riflessione:
{\displaystyle {\frac {\Delta R}{\bar {R}}}=2Re{\frac {r_{\alpha }-r_{\beta }}{\frac {r_{\alpha }+r_{\beta }}{2}}}}
Il segnale RAS può essere infine analizzato all'interno del “modello a tre strati” di McIntyre-Aspnes. Tenendo presente che il calcolo deve essere sviluppato per luce polarizzata e sotto l’ipotesi di cristallo isotropo, si ottiene:
{\displaystyle Re{\frac {\Delta r}{\bar {r}}}={\frac {2\omega d}{c}}{(A\Delta \epsilon _{s}^{\prime \prime }-B\Delta \epsilon _{s}^{\prime })}}
dove {\displaystyle A={\frac {\epsilon _{b}^{\prime }-1}{(1-\epsilon _{b}^{\prime })^{2}+\epsilon _{b}^{\prime \prime }}}}, {\displaystyle B={\frac {\epsilon _{b}^{\prime \prime }}{(1-\epsilon _{b}^{\prime })^{2}+\epsilon _{b}^{\prime \prime }}}} sono coefficienti caratteristici del cristallo (bulk). Il segnale RAS dipende invece dall’anisotropia della funzione dielettrica di superficie {\displaystyle \Delta \epsilon _{s}=\Delta \epsilon _{s}^{\prime }+i\Delta \epsilon _{s}^{\prime \prime }}, dove {\displaystyle \Delta \epsilon _{s}^{\prime \prime }=\epsilon _{s\alpha }^{\prime \prime }-\epsilon _{s\beta }^{\prime \prime }} e {\displaystyle \Delta \epsilon _{s}^{\prime }=\epsilon _{s\alpha }^{\prime }-\epsilon _{s\beta }^{\prime }} sono rispettivamente le anisotropie della parte assorbitiva e dispersiva della funzione dielettrica di superficie. Il termine d rappresenta infine lo spessore della superficie o del film cresciuto su un cristallo.

### Storia
La RAS è stata sviluppata a metà degli anni ’80 da D. E. Aspnes e, in maniera indipendente, da V. Safarov, come evoluzione della già nota tecnica di modulazione SDR in luce polarizzata (Surface Differential Reflectivity) per lo studio dell’assorbimento di superfici di semiconduttori. La RAS permetteva un nuovo modo di misurare il segnale di riflettività proveniente dalla superficie sfruttando una riduzione di simmetria rispetto al cristallo bulk, causata, ad esempio, da una ricostruzione di superficie dopo la sfaldatura del campione o dall’adsorbimento di contaminanti o molecole sulla superficie con particolari simmetrie. Variando periodicamente la polarizzazione della luce senza modulare le proprietà fisiche del campione (come richiesto dalle vere tecniche di modulazione), la RAS offriva l’opportunità di studiare la superficie dei semiconduttori senza esporla ad ossidazione, come invece era necessario fare con la SDR. L’idea di modulare la sonda, anziché il campione, ad alte frequenze (100 kHz) ha ridotto l’influenza della stabilità meccanica dell’apparato sul segnale da misurare permettendo di ottenere più facilmente un ottimo rapporto segnale/rumore. Va notato, infatti, che abitualmente è possibile lavorare con apparati RAS capaci di misurare segnali nell’intervallo dei 10-4 e che, più recentemente, è stato possibile raggiungere anche stabilità dell’ordine dei 10-6.
Con la tecnica RAS è stato possibile studiare superfici di ossidi, semiconduttori, metalli e film organici cresciuti in vuoto o con tecniche diverse quale la Langmuir-Blodgett. La RAS può essere configurata per lavorare con campioni posti in vuoto o semplicemente in aria. È stata anche dimostrata la possibilità di utilizzo della RAS per lo studio dell’interfaccia liquido/solido, sotto condizioni elettrochimiche particolari (ciclo-voltammetrie) e in accoppiamento con tecniche di microscopia. La tecnica si presta poi bene per studiare interfacce sepolte non raggiungibili con altre tecniche ottiche o per lo studio di analiti con sensori di gas; per il monitoraggio in tempo reale e in-situ di processi di crescita epitassiale di film semiconduttori e di deposizione di quantum dots semiconduttori.

## Surface Differential Reflectivity
Si chiama Riflettività Differenziale di Superficie (Surface Differential Reflectivity, SDR) o Spettroscopia di Riflettanza Differenziale (Differential Reflectance Spectroscopy, DRS) una tecnica di spettroscopia ottica che misura e compara la riflettività di un campione quando si trova in due differenti condizioni fisiche (per tanto, rientra nelle tecniche di spettroscopia di modulazione). Il risultato è descritto in termini di ΔR/R, definito come segue:
{\displaystyle {\frac {\Delta R}{R}}={\frac {R_{1}-R_{2}}{R_{2}}}}
dove R1 (R2) rappresenta la riflettività dovuta ad un particolare stato o condizione del campione.
La riflettività differenziale è usata per esaltare i contributi dovuti alla superficie di un campione nel segnale complessivo di luce riflessa. Infatti, la lunghezza di penetrazione (α-1) all'interno di un solido è legata al coefficiente di assorbimento (α) del materiale. Il contributo dovuto alla superficie del campione (es., stati di superficie, film sottili ed ultra-sottili di materiale depositato su un substrato, ecc.) nel segnale riflesso generalmente è dell’ordine del percento. La differenza fra due stati del campione (1 e 2) può esaltare piccole differenze che sussistono proprio sulla superficie del campione in esame. Se R1 rappresenta la riflettività di una superficie appena preparata (es., dopo una sfaldatura in vuoto) e R2 la riflettività dello stesso campione dopo l’esposizione ad idrogeno o ossigeno, lo spettro ΔR/R può essere messo in relazione alle transizioni ottiche della superficie pulita (es., stati di superficie); se R1 è la riflettività di un campione ricoperto da un film organico (o anche se il substrato è solo parzialmente ricoperto) ed R2 rappresenta la riflettività del substrato prima della crescita del film, lo spettro ΔR/R può essere messo in relazione alle proprietà ottiche delle molecole depositate; ecc.
La definizione sperimentale del segnale SDR riportata è stata interpretata in termini di spessore della superficie (o del film, d) e della sua funzione dielettrica (ε2 = ε’2 - iε”2). Questo modello, che assume la superficie come una fase ben definita sopra il cristallo, è noto come modello a 3 strati ed afferma che:
{\displaystyle {\frac {\Delta R}{R}}=8\pi {\frac {d}{\lambda }}Im{\frac {\epsilon _{1}-\epsilon _{2}}{\epsilon _{1}-\epsilon _{3}}}}

Schema di un apparato ottico per SDR.

dove ε1 = 1 è la costante dielettrica del vuoto ed ε3 = ε’3 - iε”3 è la funzione dielettrica del substrato.
Le misure SDR sono generalmente realizzate sfruttando un multicanale ottico accoppiato con un doppio percorso ottico nella configurazione chiamata a croce di Michelson, così come riportato in figura.
Nella configurazione riportata in figura, il segnale ΔR/R è ottenuto dal confronto diretto fra il segnale di riflettività R1 proveniente dal campione (es., un substrato di silicio ricoperto da un piccolo quantitativo di molecole) posizionato in una camera da vuoto ultra-spinto (primo percorso ottico) e il segnale R2 acquisito da un campione di riferimento (chiamato dummy sample; ad es., un wafer di silicio) posizionato lungo il secondo percorso ottico. La differenza fra R1 ed R2 è dovuta alle molecole depositate che possono modificare il segnale di riflettività nell'intervallo di 10-3÷10-2 rispetto al segnale complessivo riflesso dal vero campione. Conseguentemente, la misura richiede un’alta stabilità ed i due percorsi ottici devono essere uguali.
L’apparato SDR è stato descritto ed utilizzato la prima volta da G. Chiarotti per lo studio del contributo degli stati di superficie alle proprietà di riflettività del Ge(111). Questo lavoro riporta anche la prima evidenza diretta di stati di superficie nei semiconduttori. Un’evoluzione dell’apparato sperimentale, che prevedeva l’uso di luce polarizzata, è stata descritta per la prima volta da P. Chiaradia e collaboratori al fine di studiare la struttura della superficie di Si(111) 2 × 1. Altri sistemi SDR equivalenti a quello descritto sono stati utilizzati per studiare: l’evoluzione della rugosità di superfici, la reattività di superfici di semiconduttori a base alogena, l’adesione di nanoparticelle durante la crescita, la crescita di metalli pesanti su semiconduttori, la caratterizzazione di nano-antenne, solo per citare alcuni dei lavori che sfruttano questa tecnica sperimentale.

## Fiber optics reflectance spectroscopy
È una tecnica di spettroscopia di riflettanza di contatto, che impiega fibre ottiche come sorgenti luminose. La luce riflessa è poi raccolta con sfere integranti. Per la calibrazione si utilizza uno standard di riferimento bianco, di solito una superficie di teflon.

## Reflection visible light imaging microspectroscopy
È una tecnica di imaging. Si invia radiazione con differenti lunghezze d'onda e si misura la radiazione riflessa alle diverse lunghezze d'onda. Per la calibrazione si utilizza uno standard di riferimento bianco, di solito una superficie di teflon.